# Johannes Josephus Fens
Johannes Josephus Fens (Breda, 4 december 1900 – aldaar, 30 november 1968) was een Nederlands militair en KVP-politicus.

## Levensloop
Johannes Josephus was een zoon van de decoratieschilder Cornelis Johannes Fens en Suzanna Maria Schreuders. Na het gymnasium-a en de hbs-b volgde hij in Breda de officiersopleiding aan de Koninklijke Militaire Academie (1920-1924). Hierna werd hij benoemd tot tweede luitenant bij de artillerie. Na posten bij de kustartillerie in Den Helder (1928-1930) en als adjunct van de Gouverneur van Curaçao en inlichtingenofficier (1931-1936) was hij enige jaren docent bij de School voor Reserve Officieren Artillerie.
Tijdens de Tweede Wereldoorlog was Fens particulier secretaris van de burgemeester van Breda en later ook krijgsgevangene (1942-1945). Na de Oorlog keerde hij als docent terug naar de School voor Reserve Officieren Artillerie, en was hij algemeen hoofd onderwijs bij de Koninklijke Militaire Academie.
In 1949 volgde hij in de Tweede Kamer der Staten-Generaal de overleden oud-Minister Alexander Fiévez op via een kwaliteitszetel, nadat Sassen en Van Lieshout hadden bedankt. Hij was vanaf 1949 titulair reserve-kolonel der artillerie. Als Kamerlid was Fens de defensie-woordvoerder van de Katholieke Volkspartijfractie (KVP), en was hij pleitbezorger van Europese samenwerking op defensiegebied. Hij was lid van de parlementaire enquêtecommissie regeringsbeleid 1940-1945 en was ondervoorzitter en later voorzitter van de vaste kamercommissie voor Oorlog en Marine (1953-1961). Daarnaast was hij ook actief in het NAVO-parlement en de parlementaire vergadering van de West-Europese Unie. In 1959 kreeg Fens nog 45 stemmen bij de verkiezingen voor Voorzitter van de Tweede Kamer, omdat de Partij van de Arbeid-fractie Leonardus Gerardus Kortenhorst gebrek aan onpartijdigheid verweet.
Eind 1961 werd Fens benoemd tot lid van de Raad van State en verliet hij dus de Tweede Kamer. Bij de Raad van State was hij lid van de afdelingen Buitenlandse Zaken, Defensie, Landbouw en Visserij en Geschillen van Bestuur.
In 1927 trouwde Fens in Den Helder met Catharina Wilhelmina Bakker, met wie hij een dochter en een zoon kreeg. In 1936 ontving hij het Gouden Kruis van Verdiensten Nederlandsch Roode Kruis, en in 1959 werd hij benoemd tot Ridder in de Orde van de Nederlandse Leeuw.